# Harry Mitchell
Pour les articles homonymes, voir Mitchell.
Harry Mitchell est un boxeur anglais né le 5 janvier 1898 à Tiverton et mort le 8 février 1983 à Twickenham.

## Carrière
Quatre fois champion d'Angleterre de boxe amateur de 1922 à 1925 dans la catégorie mi-lourds, il devient champion olympique aux Jeux de Paris en 1924 en s'imposant en finale contre le Danois Thyge Petersen.

## Parcours auxJeux olympiques
Jeux olympiques d'été de 1924 à Paris (poids mi-lourds) :
- Bat Karel Miljon (Pays-Bas) par disqualification au 3e round
- Bat Robert Foquet (France) aux points
- Bat Georges Rossignon (France) par arrêt de l'arbitre au 1er round
- Bat Carlo Saraudi (Italie) aux points
- Bat Thyge Petersen (Danemark) aux points

## Référence
1. ↑  (en) Résultats des Jeux olympiques 1924 (amateur-boxing.strefa.pl)